# Bitwa pod Manzikertem
Bitwa pod Manzikertem (albo Mantzikertem) – bitwa stoczona 19 lub 26 sierpnia 1071 roku w pobliżu fortecy Manzikert w Armenii pomiędzy wojskami cesarza bizantyjskiego Romana Diogenesa i sułtana Wielkich Seldżuków Alp Arslana, zakończona klęską sił bizantyjskich i wzięciem cesarza do niewoli.

## Bitwa

### Geneza
Późniejszy cesarz bizantyjski Roman Diogenes był dowódcą wojskowym, którego w roku 1068 za radą możnych wdowa po Konstantynie X Dukasie Eudoksja Makrembolitissa wybrała na męża. Celem tego małżeństwa było postawienie na czele cesarstwa żołnierza, który będzie w stanie przeciwstawić się hordom Turków Seldżuckich od kilkunastu lat pustoszących coraz większe obszary Anatolii. W celu przeciwstawienia się najeźdźcy Roman zamierzał odtworzyć armię opartą na systemie temów, zapewniającym niegdyś stały dopływ żołnierzy rekrutujących się wprost z prowincji których mieli bronić. System temów uległ jednak rozkładowi po śmierci Bazylego Bułgarobójcy, a jego odtworzenie okazało się nie tak proste jak to Romanowi się wydawało. Z konieczności zatem musiał on w znacznym stopniu oprzeć swoją armię na najemnikach. W roku 1069 cesarz podjął wyprawę w celu odzyskania twierdzy Chleat nad jeziorem Wan, która stanowiła klucz do dróg wypadowych przez Armenię, biegnących na północ od jeziora. Roman wraz ze swoim sztabem uważał, że odzyskanie i obsadzenie Chleat wraz z przyległymi fortecami (w tym Manzikertem) zablokuje tureckie inwazje na Anatolię. Niestety, ogromna armia Romana miała kłopoty z poruszaniem się po trudnym terenie i niepokojona przez Turków nigdy nie dotarła do Chleat. W dodatku jeden z tureckich zagonów przedarł się do Ikonion, które złupił. W następnym roku Roman nie wyruszył przeciwko Turkom, lecz pozostawił obronę Anatolii Manuelowi Komnenowi, bratankowi cesarza Izaaka Komnena, który jednak został pobity i wzięty do niewoli. Po tym sukcesie Turcy splądrowali Chonai, wielki ośrodek pielgrzymkowy, w którym zbezcześcili kościół Św. Michała Archanioła, najbardziej czczone miejsce kultu religijnego w cesarstwie.
Manuel szybko powrócił z niewoli, nie zmieniało to jednak faktu, że dwie dotychczasowe kampanie cesarza skończyły się całkowitym fiaskiem, a Azja Mniejsza wydawała się jeszcze mniej bezpieczna niż przed jego wstąpieniem na tron. Władca Bizancjum chciał jak najszybciej zmienić ten stan rzeczy, tym bardziej, że rosła w siłę opozycja skierowana przeciwko jego panowaniu, skupiona wokół brata poprzedniego cesarza, Jana Dukasa. Roman został cesarzem jedynie dlatego, że najpotężniejsze arystokratyczne rody wyrzekły się swoich ambicji na rzecz dobra cesarstwa, a teraz to wyrzeczenie jawiło się jako całkowicie bezużyteczne – ich rozgoryczenie było więc wielkie. Cesarz postanowił powrócić do planu z roku 1069, który nadal wydawał się strategicznie słuszny, i zająć fortece wokół jeziora Wan. Zgromadził w tym celu olbrzymią armię, której wielkość trudno jednak oszacować. Liczby podawane przez średniowieczne źródła są śmiesznie duże i dochodzą nawet do miliona żołnierzy. Biorąc jednak pod uwagę możliwości rekrutacyjne cesarstwa należy uznać, że mogła ona liczyċ nawet 40 tys. ludzi. Trzon armii składał się z rodzimych oddziałów, ale były w niej też kontyngenty Pieczyngów, Uzów, Normanów i Ormian. W lecie 1071 roku Roman wyruszył w kierunku jeziora Wan, tym razem od strony Teodosiopolis, która to droga była nieco krótsza i zapewniała lepszą aprowizację niż ta z roku 1069. Część armii została wysłana w celu zdobycia Chleat pod wodzą Józefa Tarchaniotesa, sam cesarz zaś przystąpił do oblężenia Manzikertu, które bardzo szybko zakończyło się sukcesem. Wprowadzono do twierdzy garnizon, pozostali zaś żołnierze obozowali na zewnątrz. W tym momencie furażerowie przynieśli cesarzowi wiadomość o pojawieniu się znacznych sił tureckich i bardzo szybko zrozumiano, że wojska bizantyjskie mają do czynienia z armią pod dowództwem samego sułtana Alp Arslana. Roman wezwał Tarchaniotesa, odpowiedzi jednak nie było. Sułtan zaproponował układ pokojowy, cesarz jednak odrzucił go, słusznie sądząc, że czeka on na posiłki i jest to tylko gra na zwłokę. W roku 1071 Alp Arslan najechał Syrię z zamiarem podjęcia świętej wojny przeciwko Fatymidom, lecz kiedy był już pod Aleppo dowiedział się, że cesarz bizantyjski wraz z wielką armią wyruszył na Armenię i zawrócił, obawiając się o tyły swoich wojsk. W tym momencie nie wszystkie oddziały zdążyły się jeszcze znaleźć na miejscu – wydaje się, że armia Seldżuków była mniejsza niż siły znajdujące się pod komendą Romana. Dodatkowym argumentem za szybkim wydaniem bitwy była dla cesarza postawa Uzów, którzy podobnie jak Seldżucy wywodzili się z Oguzów – stąd niebezpieczeństwo ich przejścia na stronę wroga.

### Przebieg
Do bitwy doszło według różnych źródeł 19 lub 26 sierpnia 1071 roku. Bizantyńczycy utrzymując szyk ruszyli ostrożnie naprzód. Starcia w ciągu dnia były dla nich pomyślne, spychali oni powoli wroga z pola walki i wydawało się, że mają większe od Seldżuków szanse na zwycięstwo. Wieczorem cesarz doszedł do przekonania, że roztropnie będzie wycofać się do obozu – nie chciał bowiem spędzać nocy w otwartym polu, gdzie jego armia byłaby na łasce tureckich łuczników. Uporządkowany odwrót dla każdej armii jest trudnym manewrem, a żołnierzom Romana daleko było do zahartowanych w boju weteranów. Podczas odwrotu byli narażeni na strzały Turków, a sami nie mogli na nie odpowiedzieć. Niepewność w szeregach Bizantyńczyków wzrosła, gdy rozeszły się pogłoski o klęsce cesarza. Według niektórych źródeł owe pogłoski i panika, jaka później wybuchła, były umyślnie podsycane przez Andronika Dukasa, syna Jana Dukasa, który właściwie został zabrany na wyprawę jako zakładnik, a w bitwie dowodził strażą tylną, w normalnych warunkach najmniej narażoną na niebezpieczeństwo. Gdy nastąpił odwrót, dowodzenie strażą tylną nabrało dużego znaczenia, bowiem dopóki ona była na posterunku, Turcy nie mogli skutecznie zastosować swojej taktyki okrążającej. Straż tylna jednak załamała się, prawdopodobnie nie bez udziału Andronika, który miał wszelkie powody by życzyċ cesarzowi klęski. Gdyby Roman wyszedł z tej kampanii zwycięsko, jego synowie z Eudoksją Makrembolitissą odsunęliby od sukcesji synów Konstantyna Dukasa. Po załamaniu się straży tylnej Turcy mogli oskrzydlić Bizantyńczyków i udało im się oddzieliċ część armii bizantyńskiej od sił głównych. Wkrótce armia cesarstwa poszła w rozsypkę, jednak większość jej żołnierzy zdołała uciec, bowiem główny impet tureckiego uderzenia został skierowany na elitarny korpus wokół cesarza, który próbował dokonaċ zwrotu i wycofać się z pola bitwy, co się jednak nie udało. Jak przystało na żołnierza, Roman Diogenes podczas odpierania Turków wykazał się osobistą odwagą, lecz w zaistniałej sytuacji nie zdało się to na nic i wkrótce został on wzięty do niewoli.

### Efekty

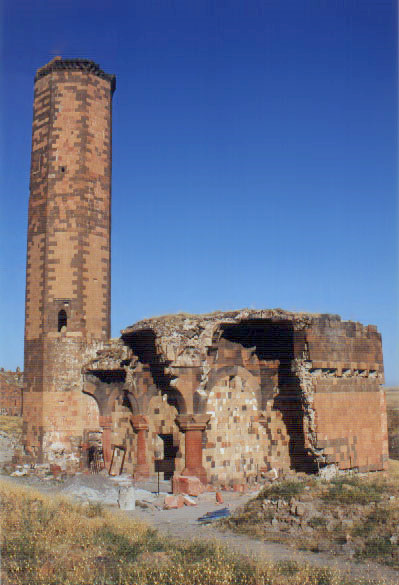
Ruiny Seldżuckiego meczetu w Ani, na granicy tureckiej Anatolii i Armenii, zgodnie z tradycją najstarszego seldżuckiego meczetu w Azji Mniejszej.

Bezpośrednie skutki bitwy pod Manzikertem nie były zbyt znaczące. Po ośmiu dniach Alp Arslan, dla którego głównym wrogiem byli Fatymidzi, wypuścił cesarza z niewoli, po zrzeczeniu się przez niego fortec wokół jeziora Wan, uznaniu seldżuckiej władzy nad Armenią oraz zobowiązaniu się do uiszczenia rocznego trybutu, oddania tureckich jeńców, uiszczenia okupu za własną osobę i dostarczenia na żądanie sułtana oddziałów pomocniczych. Większość bizantyńskiej armii ocalała z klęski. Trzy czynniki zdecydowały o tym, że po bitwie pod Manzikertem Bizantyńczycy w przeciągu 10 lat utracili kontrolę nad niemal całą Anatolią.
- Pierwszym był charakter tureckich najeźdźców, którym w przeciwieństwie do tradycyjnych przeciwników cesarstwa, Arabów, bardzo odpowiadały surowe, zimowe warunki anatolijskiego płaskowyżu, przypominające ich rodzimą Azję Centralną. O ile zatem Arabowie najeżdżali Anatolię, a potem się z niej wycofywali, o tyle Turcy starali się uczynić z niej stały teren swojego koczowniczego życia. Zapewne jednak by się im to nie udało, gdyby nie drugi czynnik.
- Drugim czynnikiem były wojny domowe trapiące cesarstwo w latach 1071 – 1081. Powracający bowiem po bitwie pod Manzikertem Roman Diogenes został pokonany przez Dukasów (którzy tymczasem osadzili na cesarskim tronie syna Konstantyna i Eudoksji, Michała), a następnie oślepiony w sposób tak okrutny, że zmarł. Władza Michała nie była jednak trwała i co chwila w Anatolii pojawiali się nowi pretendenci do tronu, którzy zamiast walczyć z Turkami dosłownie oddawali im kolejne terytoria w zamian za ich wojskowe usługi – podczas gdy rząd centralny wycofywał kolejne oddziały do Konstantynopola w celu jego obrony.
- Po trzecie, kiedy Bizancjum skonsolidowało się wreszcie wokół Aleksego I Komnena w roku 1081, to aż do roku 1094 musiało prowadzić ciężkie walki na zachodzie przeciwko kolejno Normanom, Pieczyngom i Kumanom, tak że do roku 1097 nie podjęło żadnej inicjatywy w celu odzyskania Azji Mniejszej. Na skutek tego w jej wnętrzu wyrosło całe pokolenie, które w swoim życiu nigdy nie zaznało władzy cesarza bizantyńskiego i w znacznej mierze było już sturkizowane.

Kiedy Bizancjum wspierane przez siły I krucjaty podjęło wreszcie inicjatywę odzyskania Anatolii, mieszkańcy jej interioru nie czekali na cesarza jak na wyzwoliciela, ale byli gotowi walczyċ przeciwko niemu pod przywództwem nowo powstałego Sułtanatu Rum. W związku z powyższym Cesarstwo odzyskało jedynie greckie miasta na wybrzeżach i utraciło na zawsze swoją bazę rekrutacyjną wśród rolników Azji Mniejszej, co zmusiło je do polegania na niesolidnych i drogich najemnikach, na których w dodatku miało mniej pieniędzy. Militarna siła imperium znacznie osłabła i powoli lecz nieuchronnie zaczęło ono tracić swój mocarstwowy status.